# Laura Nucci
Laura Nucci, nome d'arte di Maria Laura Lodovici (Carrara, 26 febbraio 1913 – Roma, 10 gennaio 1994), è stata un'attrice italiana, attiva in cinema e televisione.

## Biografia
Sorella del regista e attore di prosa Carlo Lodovici, iniziò una collaborazione con Alessandro Blasetti, partecipando in molti dei suoi film, impersonificando il ruolo dell'antagonista, della donna fatale, capacità che le rimase anche in seguito. Durante l'occupazione tedesca di Roma nel 1943-1944 divenne amica intima del capitano della Gestapo Erich Priebke. Dal 1960, oltre a numerose parti in film e produzioni televisive, è stata anche produttrice e direttrice di fotoromanzi.
In televisione ha fatto parte del cast degli sceneggiati televisivi Orgoglio e pregiudizio (1957), diretto da Daniele D'Anza e Ottocento (1959), diretto da Anton Giulio Majano. Nel 1981 interpreta il ruolo della signora Ida, anziana e severa donna dalla mentalità chiusa e antiquata che causa molti turbamenti al figlio Robertino (Renato Scarpa), nel film Ricomincio da tre di Massimo Troisi. Fa la sua ultima apparizione in Un figlio a metà, film televisivo con la regia di Giorgio Capitani.

## Filmografia

Guglielmo Sinaz e Laura Nucci in Diamanti (1939) di Corrado D'Errico

Laura Nucci è Tullia delle Grazie in Condottieri (1937) di Luis Trenker

- Palio, regia di Alessandro Blasetti (1932)
- Un cattivo soggetto, regia di Carlo Ludovico Bragaglia (1933)
- Non son gelosa, regia di Carlo Ludovico Bragaglia (1933)
- L'impiegata di papà, regia di Alessandro Blasetti (1934)
- 1860, regia di Alessandro Blasetti (1934)
- Luci sommerse, regia di Adelqui Millar (1934)
- Freccia d'oro, regia di Piero Ballerini, Corrado D'Errico (1935)
- Cléo, robes et manteaux, regia di Nunzio Malasomma (1935)
- La danza delle lancette, regia di Mario Baffico (1936)
- Ballerine, regia di Gustav Machatý (1936)
- Un bacio a fior d'acqua, regia di Giuseppe Guarino (1936)
- Condottieri, regia di Luis Trenker (1937)
- L'ultimo scugnizzo, regia di Gennaro Righelli (1938)
- Il suo destino, regia di Enrico Guazzoni (1938)
- Eravamo sette vedove, regia di Mario Mattoli (1939)
- La voce senza volto, regia di Gennaro Righelli (1939)
- Belle o brutte si sposan tutte..., regia di Carlo Ludovico Bragaglia (1939)
- Diamanti, regia di Corrado D'Errico (1939)
- Il cavaliere di San Marco, regia di Gennaro Righelli (1939)
- Il barone di Corbò, regia di Gennaro Righelli (1939)
- Piccolo hotel, regia di Piero Ballerini (1939)
- La mia canzone al vento, regia di Guido Brignone (1939)
- Cantate con me!, regia di Guido Brignone (1940)
- Giuliano de' Medici, regia di Ladislao Vajda (1941)
- Arriviamo noi!, regia di Amleto Palermi (1942)
- La signorina, regia di Ladislao Kish (1942)
- Fra' Diavolo, regia di Luigi Zampa (1942)
- Rita da Cascia, regia di Antonio Leonviola (1943)
- Ripudiata, regia di Giorgio Walter Chili (1954)
- La rivale, regia di Anton Giulio Majano (1955)
- I calunniatori, regia di Franco Cirino (1956)
- Terrore sulla città, regia di Anton Giulio Majano (1956)
- La chiamavan Capinera..., regia di Piero Regnoli (1957)
- La cambiale, regia di Camillo Mastrocinque (1959)
- Esterina, regia di Carlo Lizzani (1959)
- Caterina Sforza, la leonessa di Romagna, regia di Giorgio Walter Chili (1959)
- I fratelli corsi, regia di Anton Giulio Majano (1961)
- Letto di sabbia, regia di Albino Principe (1962)
- Un alibi per morire, regia di Roberto Bianchi Montero e Piero Costa (1962)
- Quel nostro impossibile amore, regia di Alfonso Balcázar (1962)
- La cieca di Sorrento, regia di Nick Nostro (1963)
- Oro per i Cesari, regia di Riccardo Freda (1963)
- I lunghi capelli della morte, regia di Anthony Dawson (1964)
- Anthar l'invincibile, regia di Anthony Dawson (1964)
- Ramon il messicano, regia di Maurizio Pradeaux (1966)
- A ciascuno il suo, regia di Elio Petri (1967)
- Odissea, regia di Franco Rossi (1969)
- Solamente nero, regia di Antonio Bido (1978)
- Suor Omicidi, regia di Giulio Berruti (1979)
- Ricomincio da tre, regia di Massimo Troisi (1981)
- Colpire al cuore, regia di Gianni Amelio (1982)
- Fratelli d'Italia, regia di Neri Parenti (1989)
- Un figlio a metà, regia di Giorgio Capitani – miniserie TV (1992)

## Prosa televisiva
- Il burbero benefico di Carlo Goldoni, regia di Cesco Baseggio (1957)
- Orgoglio e pregiudizio di Jane Austen, regia Daniele D'Anza – miniserie TV (1957)
- Ottocento di Salvator Gotta, regia Anton Giulio Majano – miniserie TV (1959)
- Il cuore e il mondo di Lorenzo Ruggi, regia di Mario Landi (1959)
- Stasera Fernandel, regia di Camillo Mastrocinque – miniserie TV, episodio La bomba (1969)